# Salmensaari (ö i Mellersta Finland, Saarijärvi-Viitasaari)
Salmensaari är en ö i Finland. Den ligger i sjön Vastinginjärvi och i kommunen Karstula i den ekonomiska regionen  Saarijärvi-Viitasaari och landskapet Mellersta Finland, i den centrala delen av landet, 300 km norr om huvudstaden Helsingfors. Öns area är 2,1 hektar och dess största längd är 240 meter i öst-västlig riktning.